# Barbara Van der Wee
Barbara Van der Wee (Gent, 10 april 1957) is een Belgisch architect-restaurateur en Horta-specialiste. Ze wordt beschouwd als een expert op het gebied van erfgoedconservering in België. Ze is bekend voor haar zorgvuldige voorbereidende studies als instrument om de erfgoedwaarde van verschillende gebouwnonderdelen te bepalen en gefundeerde restauratie-opties te kunnen voorstellen.

## Opleiding
Van der Wee begon haar opleiding als architect aan het Sint-Lucasinstituut in Brussel. Ze liep stage bij Alfons Hoppenbrouwers, die onder meer het Sint-Lukasarchief oprichtte. Ze studeerde in 1981 af waarna ze twee jaar stage liep bij Michael Graves. Van der Wee schreef zich in aan het Raymond Lemaire International Centre for Conservation (RLICC) van de KU Leuven om verder onderzoek te doen naar historisch erfgoed. Als eindwerk behandelde Van der Wee de centrale lichtschacht van het Hôtel van Eetvelde van Victor Horta. Als onderdeel van deze eindverhandeling kreeg Van der Wee de kans om de restauratie van de centrale lichtschacht uit te voeren, in samenwerking met Jean Delhaye. Dit was mede de start van haar architectuurpraktijk.

## Professionele carrière
Barbara Van der Wee is sinds 1987 ingeschreven als zelfstandig architect bij de Orde van Architecten (Vlaams-Brabant) en is sinds 2006 zaakvoerder van het bureau Barbara Van der Wee Architects - Studio for conservation & architecture. Parallel met haar carrière als ontwerper en restaurator is ze docent aan het Raymond Lemaire International Centre for Conservation, waar ze studenten monumentenzorg begeleidde bij hun projectwerk en hen zo liet kennismaken met de praktijk van de restauratiearchitect. 
Al dertig jaar is Van der Wee betrokken bij de conservering en restauratie van het persoonlijke huis met atelier van Horta, dat in 1969 geopend werd als Hortamuseum. Van der Wee leidde verschillende restauratiecampagnes die de woning ze goed mogelijk terugbrachten naar de tijd van Horta en die het gebouw tegelijk respectvol aanpasten aan de nieuwe functie als museum.
In 1999 werd Van der Wee aangesteld als bouwmeester voor BOZAR, het Brussels Paleis voor Schone Kunsten, waarbij toenmalig directeur Paul Dujardin en Van der Wee streefden naar een 'artistiek programma dat in harmonie leeft met de renovatie en het herstellen van het gebouw in zijn oude glorie'. Twee opeenvolgende masterplannen van Van der Wee en SumProject vormen nog steeds de blauwdruk voor de gefaseerde restauratiecampagne die in 2006 van start ging.
In 2006 startte Van der Wee haar eigen architectenbureau: Barbara Van der Wee Architects - Studio for conservation & architecture, in Brussel. Voor Van der Wee en haar team maken het behoud van de authenticiteit van het gebouw en de integratie van hedendaagse ingrepen en technieken integraal deel uit van het ontwerpproces.
Van 2019 tot 2021 werkte Van der Wee aan de globale restauratie van het Hotel van Eetvelde van Victor Horta, waar ze 22 jaar eerder een thesis over schreef. Bij de restauratie bleek het erg belangrijk om zowel het authentieke karakter te bewaren als nieuwe interventies en technieken toe te passen, onder andere omdat het gebouw vandaag niet langer als woning functioneert maar als kantoor- en representatieruimte. Bij deze interventies tracht Van der Wee steeds te zoeken naar een evenwicht tussen drie parameters: de erfgoedwaarde van het gebouw, het programma van eisen en de heersende normen en standaarden.
Van der Wee was en is betrokken bij verschillende andere gebouwen van Horta, die nood hadden aan een restauratie en of de integratie van een nieuwe functie, waaronder het Hôtel Solvay (gevelrestauratie in voorbereiding in 2021), het Hôtel Winssinger, de woning Max Hallet, het schooltje in de Sint-Gisleinsstraat, de Villa Carpentier in Ronse en het Musée des Beaux-Arts in Doornik (project dat het gebouw van Horta integreert in een hedendaagse uitbreiding, in samenwerking met XDGA).
Naast restauraties van art-nouveaugebouwen voert het bureau ook andere grote restauratie- en actualiseringsprojecten uit aan 19de- en 20ste-eeuwse gebouwen, vaak als onderdeel van een team met andere architectuurbureaus, zoals het Grand Théâtre de Verviers (i.s.m. L'Escaut), de Anciens Thermes de Spa (i.s.m. SumProject + SumResearch) of de Boekentoren in Gent (i.s.m. Robbrecht en Daem Architecten).
In 2010 werd Van der Wee lid van de Koninklijke Vlaamse Academie van België voor Wetenschappen en Kunsten.

## Belangrijke werken
- 1991: Restauratie Hortamuseum, Amerikastraat, Sint-Gillis
- 1994: Restauratie gevel persoonlijk huis van Paul Hankar, Defacqzstraat, Brussel
- 1999: Voorstudies / masterplan BOZAR, Brussel
- 1999: Restauratie gevel Hôtel Winssinger van Horta, Munthofstraat, Sint-Gillis
- 2000: Reorganisatie van een kleuterschool gebouwd door Horta, Sint-Gisleinsstraat, Brussel
- 2017: Renovatie panden Leysstraat, Antwerpen (i.s.m. Bovenbouw)
- 2017: Restauratie en restitutie Wolferswinkel, KMKG, Brussel[13]
- 2019: Restauratie Hotel van Eetvelde van Victor Horta, Palmerstonlaan, Brussel
- 2020: Ontwerp renovatie Joods Museum in Brussel (i.s.m. Tab Architects en Barrozi Veiga)
- 2021: Restauratie voorgevel Hôtel Solvay, Louisalaan, Elsene

Deelprojecten Paleis voor Schone Kunsten BOZAR, Brussel
- 2006: Filmmuseum i.s.m. Robbrecht en Daem architecten en Sumproject
- 2009: Restauratie daken en onderliggende tentoonstellingsruimtes
- 2009: Restauratie voormalige brasserie en inrichting sterrestaurant met industriële keuken i.s.m. Robbrecht en Daem architecten
- 2012: Restauratie rondgangen en foyer Concertzaal
- 2017: Restauratie van ‘Platte Daken’ en inrichting van dakappartement voor kunstenaars
- 2017: Restauratie van het Koninklijk Salon

## Privéleven
De vader van Barbara, Herman Van der Wee, is gewoon hoogleraar emeritus en werd in 1996 met de titel baron opgenomen in de Belgische erfelijke adel. Barbara Van der Wee werd mee in de adel opgenomen. 
Van der Wee is getrouwd met architect Paul Lievevrouw.